# Alandria coeruleipuncta
Alandria
Genre
Espèce
Alandria coeruleipuncta, unique représentant du genre Alandria, est une espèce de lépidoptères (papillons) de la sous-famille des Arctiinae (famille des Erebidae).

## Classification
Le nom valide complet (avec auteur) de ce taxon est Alandria coeruleipuncta Gaede (d), 1926. Sa localité type est la Bolivie.